# Свободний (аеропорт)
Свободний (ICAO: UHBS) — цивільний аеропорт у Амурській області, розташований за 11 км на північ від м. Свободний.
Максимальна злітна вага — 13 т.

## Авіакомпанії та напрямки[1]
| Авіакомпанія                             | Місто прибуття (аеропорт)                                      |
| ---------------------------------------- | -------------------------------------------------------------- |
| ДУ Амурської області «Амурська авіабаза» | Екімчан, Жовтневий, Зея, Благовєщенськ (Ігнатьєво), Февральськ |